# الثعلب والكلب 2
الثعلب والكلب 2 (بالإنجليزية: The Fox and the Hound 2)‏ هو فيلم فيديو إنتاج شركة ديزني وهو رسوم متحركة صدر سنة 2006، وهو الجزء الثاني من فيلم الثعلب والكلب (فيلم) سنة 1981. وأنتج من قبل استوديوهات DisneyToon، من إخراج Kammerud جيم، وملامح المواهب صوت باتريك سويزي وريبا ريبا. قصة الفيلم يأخذ مكان أثناء شباب الطود والنحاس، والذي يميل النحاس للانضمام إلى الفرقة الغناء الكلاب الضالة. صدر الفيلم في 12 ديسمبر 2006، وكان ألبوم الموسيقى التصويرية الرسمية الصادرة بتاريخ 21 نوفمبر 2006.

## وصلات خارجية
- الثعلب والكلب 2 على موقع IMDb (الإنجليزية)
- الثعلب والكلب 2 على موقع روتن توميتوز (الإنجليزية)
- الثعلب والكلب 2 على موقع نتفليكس (الإنجليزية)
- الثعلب والكلب 2 على موقع ألو سيني (الفرنسية)
- الثعلب والكلب 2 على موقع Turner Classic Movies (الإنجليزية)
- الثعلب والكلب 2 على موقع أول موفي (الإنجليزية)
- الثعلب والكلب 2 على موقع فيلمافينيتي (الإسبانية)
- الثعلب والكلب 2 على موقع قاعدة بيانات الأفلام السويدية (السويدية)
- الثعلب والكلب 2 على موقع قاعدة بيانات الفيلم (الإنجليزية)
- الثعلب والكلب 2 على موقع ليتربوكسد (الإنجليزية)